# Paradoxivena zhamuensis
Paradoxivena zhamuensis är en insektsart som beskrevs av Wei, Zhang, Webb 2006. Paradoxivena zhamuensis ingår i släktet Paradoxivena och familjen dvärgstritar. Inga underarter finns listade i Catalogue of Life.